# Francisco de la Hoz Berrío y Oruña
Francisco de la Hoz Berríos y Oruña. Militar español nacido en fecha desconocida en Santa Fe de Bogotá y muerto en el Océano Atlántico en 1622. Fue gobernador y capitán general de la Provincia de Venezuela entre 1616 y 1622.

## Biografía
Fue hijo de Antonio de Berrío, gobernador de la isla de Trinidad y fundador de San José de Oruña y Santo Tomé de Guayana; y de María de Oruña.  Se le nombró gobernador y capitán general de Venezuela el 12 de diciembre de 1615. Llegó a su destino el 15 de junio del año siguiente, donde fue recibido por el gobernador saliente García Girón y por las autoridades provinciales. Los primeros meses de su mandato se vieron enturbiados por las tensas relaciones existentes con la Iglesia, consecuencia de las diferencias que mantuvieron anteriormente el gobernador García Girón y el obispo fray Juan de Bohorques, que duraron hasta 1618, cuando este último fue trasladado a México. El nuevo obispo, Gonzalo de Angulo, colaboró en cambio con De la Hoz en la fundación de encomiendas, cometido que se añadió al reparto de tierras para los naturales. A Berrio se le debe la fundación de varios pueblos como Barbacoas, Duaca, Humocaro Alto (estado Lara) y San Mateo de Aragua. El 19 de agosto de 1620, fundó Baruta, con el nombre de San Francisco de Paula y le solicitó al juez poblador Diego Gómez de Salazar que fundara un pueblo de indios, y fue así que el 29 de septiembre del año del Señor de 1620 se fundó San Miguel de Acarigua .
Famosas fueron las ordenanzas que dio en Trujillo el año 1621, en las que dejó instrucciones para que los indios se reunieran en pueblos y en las que se reiteraron las prohibiciones del servicio personal. Berrio aumentó ligeramente la planta de funcionarios y favoreció la expansión de cultivos como el cacao y el tabaco. Cumplió su mandato en 1622 y embarcó para España, pero falleció durante el viaje.
Su hermano Fernando de Berríos (Berja, Almería, 1577 - Argel, 1622) fue gobernador de Trinidad y Guayana.